# Lombardo occidental
El lombardo occidental o ínsubre es un dialecto galoitálico de la lengua lombarda que es reconocido entre las lenguas minoritarias europeas desde el 1981 (Informe 4745 del Consejo de Europa) y también es incluido en el Red Book on Endangered Languages  de la UNESCO entre las lenguas que necesitan protección.
Como todos los idiomas y dialectos galo-italianos presenta fenómenos lingüísticos particulares que lo acercan en algunas isoglosas (rasgos filogenéticos) a la lengua occitana y, en menor medida, al francés.
El Lombardo occidental es hablado en la región  de Lombardia, Italia, en las provincias de Milán, Monza, Varese, Como, Lecco, Sondrio y parte de la provincia de Cremona (pero no en la ciudad de Crema), Lodi y Pavia (pero no en la parte de la provincia que está al sur del río Po: "Oltrepo Pavese"), y en las provincias piemontesas de Novara, Verbano-Cusio-Ossola, en la Valsesia (provincia de Vercelli), Piemonte, y en la Suiza, en el Cantón de Ticino y cuatro valles del Cantón de los Grisones). El dialecto céntrico es el milanés.